# Sporobolus palmeri
Sporobolus palmeri là một loài thực vật có hoa trong họ Hòa thảo. Loài này được Scribn. miêu tả khoa học đầu tiên năm 1898.